# Eurythyrea micans
Eurythyrea micans es una especie de escarabajo del género Eurythyrea, familia Buprestidae. Fue descrita científicamente por Fabricius en 1793.